# Ellipsoidisk variabel
Ellipsoidisk variabel (ELL) är en typ av roterande variabel stjärna.  Ellipsoiden är en dubbelstjärna där komponenterna befinner sig nära varandra, så att stjärnatmosfärerna töjs ut. Dubbelstjärnan blir inte förmörkad utan fluktuerar i visuell magnitud på grund av det ljus som kan nå betraktaren. Fluktuationerna överstiger sällan 0,1 magnituder.

## Några roterande ellipsoidiska variabler
Den ljusstarkaste stjärnan på himlen bland de ellipsoidiska variablerna är Spica. Här följer en lista med några av de ljusstarkaste.
- Spica (Alfa Virginis) 0,97[2]
- Ny Centauri 3,41[5]
- Pi5 Orionis 3,66[6]
- Atik (Omikron Persei) 3,83[7]
- Sigma Lupi 4,42[8]